# 奈绥尔丁

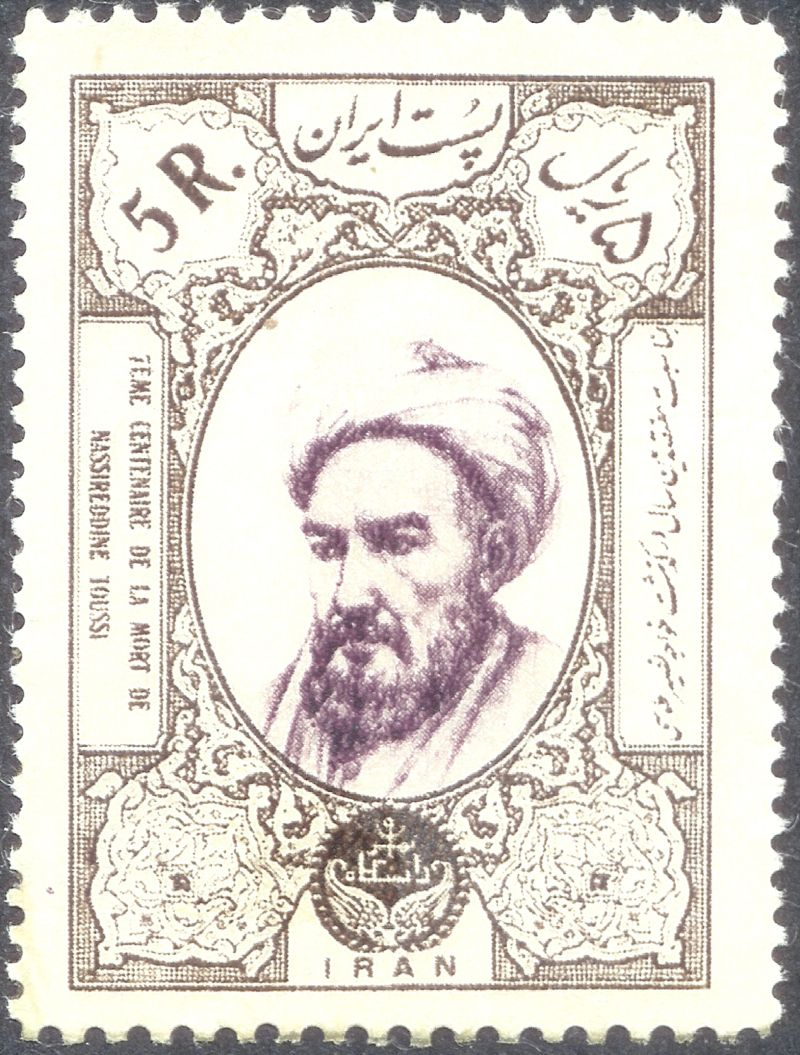
奈绥尔丁

奈绥尔丁·图西（波斯語： Naṣīr al-Dīn al-Ṭūsī，1201年2月18日—1274年6月26日），原名穆罕默德·伊本·穆罕默德·伊本·哈桑·图西（محمد بن محمد بن حسن طوسی），波斯博学家、建筑学家、哲学家、物理学家、科学家、伊斯兰神学家。
生于图斯（今伊朗东部），早年在图斯和尼沙普尔学习，后来到伊斯梅利供职，曾受到蒙古统治者的重用。他是中世纪著名的百科全书式的学者之一。在数学方面，曾注释过欧几里得、阿基米德、阿波罗尼奥斯、托勒密等许多古希腊学者的著作。他撰写的著作《论完全四边形》对三角学作出了重大贡献，还著有哲学和逻辑学方面的书，以《纳西尔伦理学》最为著名。
奈绥尔丁于1248年根据当时流行的各种版本，重新修订了《几何原本》，分大版、小版两种。小版流传很广，至今在欧洲一些地方的图书馆里还能见到。1258年蒙古军占领巴格达，建立伊尔汗国，成吉思汗的孙子旭烈兀任命奈绥尔丁为首相。